# 위네바고족
호청크 족(Ho-Chunk People) 또는 위네바고 족(Winnebago People)은 수족 어를 하는 미국 원주민이다. 오늘 날의 미네소타 위스콘신, 미네소타, 일리노이 일부가 근거지였다. 오늘 날에는 2개의 연방에서 공인을 받은 호청크 족, 위스콘신 호청크 네이션 그리고 네브라스카 위네바고 족은 그들의 이름을 가진 주 내의 영토를 가지고 있다.
20세기 후반 이후로 죽 두 종족 의회는 경제적 발전, 인프라, 보건과 교육을 뒷받침하기 위한 수익을 창출하기 위해 도박 카지노의 개발을 공인해 왔다. 호천크 네이션은 언어 복원을 위해 애를 쓰고 있으며 아이폰용 호샥 어 앱을 개발했다. 1988년 이후로 배저 군 탄약 공장을 고유 영토로 주장하고 있다. 그후로 잉여라고 선언되어왔지만, 호천크는 국내부의 정책 변경에 저항을 하고 있다. 1988년 그들의 주장을 뒷받침해 왔지만 2011년에는 그들의 대표로 토지를 받아들이기를 거부했다.